# Parker Posey
Parker Christian Posey (Baltimora, 8 novembre 1968) è un'attrice statunitense.
È conosciuta al grande pubblico per aver interpretato ruoli da protagonista in più di trenta film indipendenti e che le valsero la reputazione di «regina degli indie» del cinema americano indipendente dagli anni novanta.

## Biografia

### Gioventù e formazione
Nata a Baltimora, nel Maryland, Parker Christian Posey è figlia di Lynda, cuoca, e Chris Posey, proprietario di una concessionaria Chevrolet. Ha un fratello gemello, Christopher. Il suo nome è un omaggio alla modella degli anni '50, Suzy Parker.
Dopo la sua nascita, la famiglia si trasferì a Laurel, nel Mississippi, dove sua madre continuò il lavoro di cuoca e istruttrice di cucina per la Viking Range Corporation, mentre suo padre gestì una concessionaria di automobili a Greenwood. Educata alla religione cattolica, ha preso lezioni di danza e commedia alla University of North Carolina School of the Arts e studiato recitazione presso la State University of New York.

### Carriera

#### Rivelazione del cinema indipendente
Nel 1991, Posey aveva ventitré anni quando iniziò la sua carriera con la fiction televisiva First Love, Fatal Love, seguita prima dalla soap opera Così gira il mondo, in cui interpretava per un anno Tess Shelby, e poi dalla partecipazione alla miniserie Tales of the City, dove apparirà anche nelle successive opere.
Fu solo nel 1993 che iniziò una carriera cinematografica segnata da un importante primo ruolo nel film cult La vita è un sogno che vide debuttare i futuri grandi nomi del cinema americano, come Matthew McConaughey, Ben Affleck, Milla Jovovich, Adam Goldberg, Renée Zellweger e Joey Lauren Adams. Nello stesso anno, prese parte alla commedia Teste di cono, basata su uno sketch del Saturday Night Live, prima di partecipare al cortometraggio Flirt, di Hal Hartley, con cui collaborerà per altre sei volte diventando la sua attrice preferita (Amateur, l'adattamento cinematografico di Flirt (New York-Berlino-Tokyo), La follia di Henry e il suo sequel Fay Grim e The Sisters of Mercy, di cui scriverà la sceneggiatura).
Nel 1995, ottenne un ruolo da protagonista nella commedia indipendente Party Girl, che ebbe un successo inaspettato ma limitato (472320 $ per un budget di soli 150000 $). Ma resta noto che sia stato il primo film ad essere mostrato nella sua interezza su Internet. Dopo questo successo, interpreterà due ruoli secondari, contro la volontà del suo manager.
Nel 1996, le fu chiesto di interpretare Dorothy in Jerry Maguire, ma alla fine il ruolo fu assegnato a Renée Zellweger.
Girò film con registi famosi come Gregg Araki (Doom Generation) e Julian Schnabel (Basquiat) e film come L'amante in città, diventando così il volto del cinema indipendente americano, che le è valso il soprannome di «Regina delle Indie» dalla famosa rivista Time.
Nel 1997, la sua interpretazione di una giovane donna disturbata nella commedia drammatica La casa del sì ottenne il premio speciale della giuria al Sundance Festival.

#### Conferma commerciale e diversificazione

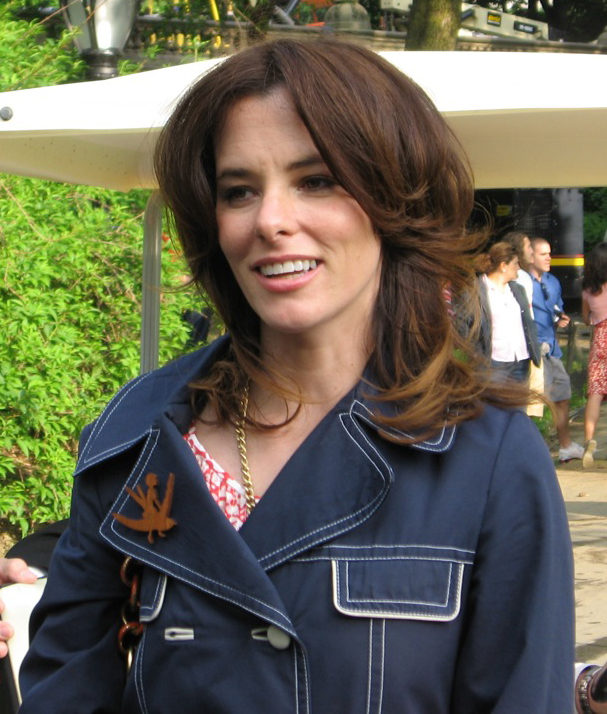
Durante gli Upfront di FOX Network, nel 2007.

Nel 1998, la sua carriera si trovava di fronte ad un bivio mentre si spostava verso un cinema più mainstream, interpretando la fidanzata di Tom Hanks nella commedia romantica C'è posta per te, seguita dal film horror Scream 3, ma ciò non le impedisce di girare successivamente film a basso budget o bassa pubblicità o film acclamati dalla critica come Anniversary Party e Personal Velocity - Il momento giusto, dove la sua interpretazione di un'ambiziosa donna d'affari le è valsa una nomination per l'Independent Spirit Awards per la migliore attrice.
In questo periodo, lavorò più volte con il regista Christopher Guest con il quale aveva già collaborato in Sognando Broadway, Campioni di razza, A Mighty Wind, nel quale suona il mandolino e per For Your Consideration.
Continua ad alternare blockbuster di successo (Matrimonio in appello, Blade: Trinity, The Eye e Superman Returns, dove è la fidanzata di Lex Luthor) e piccole produzioni (Prima o poi s...vengo!, Fay Grim), oltre alla televisione (La battaglia di Mary Kay, film TV che le è valso una nomination ai Golden Globe per la miglior attrice non protagonista, Boston Legal, Investigatore per noia, Will & Grace).
Nel 2003 è stata membro della giuria del Tribeca Film Festival. Due anni dopo, ha ripetuto questa esperienza come giurato per il programma televisivo Project Runway.

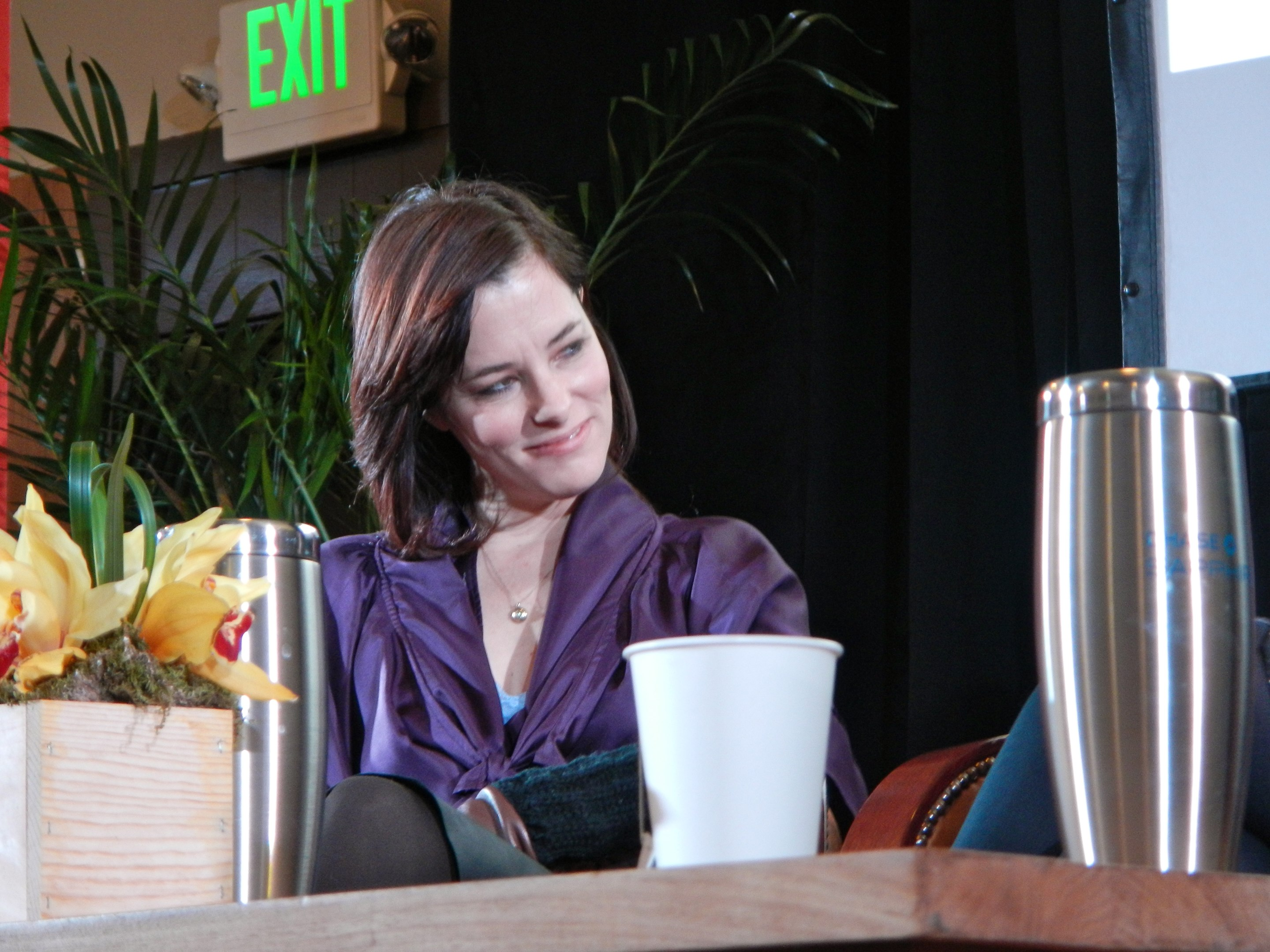
Al Sundance Cinema Cafe, nel 2012.

Allo stesso tempo, nei primi anni 2000, muove i primi passi a Broadway con la commedia Taller Than a Dwarf, di Elaine May, in cui recita insieme a Matthew Broderick. Non si ferma qui con spettacoli off-Broadway come Hurlyburly, per il quale ha ricevuto il Lucille Lortel Award, Fifth of July di Lanford Wilson, Four Dogs and a Bone, di John Patrick Shanley e diretto da Lawrence Kasdan.
Ha anche scritto sceneggiature, articoli e interviste su riviste, ma suona anche il mandolino su un brano del gruppo The Dandy Warhols (album Welcome to the Monkey House), partecipa alla scrittura di un brano per Ryan Adams, il suo fidanzato all'epoca, ed è la voce di supporto per l'album di quest'ultimo (Rock'n'Roll, 2003).
Insieme alla troupe del film A Mighty Wind, Posey interpretò il suo ruolo nel film, Sissy Knox, per una serie di concerti in varie città degli Stati Uniti, a maggio, settembre e novembre 2003.
Nel 2006 partecipò a un'importante campagna pubblicitaria per il marchio Pepsi-Cola insieme a Jimmy Fallon. E interpreta Fay Grim, il sequel di La follia di Henry, uscito nel 1997, in cui Parker Posey e Thomas Jay Ryan riprendono i loro ruoli dal primo episodio. Il film è presentato al Toronto International Film Festival.
Nel 2007 recitò sotto la regia della sua amica Zoe Cassavetes nella commedia Broken English, che le è valsa una seconda nomination all'Independent Spirit Awards come migliore attrice. Lo stesso anno ricopre uno dei ruoli principali della serie The Return of Jezebel Jame, che verrà cancellata dopo la trasmissione di tre episodi.
Nel 2009 ha interpretato la sorella di Demi Moore in Happy Tears, un film drammatico indipendente diretto da Mitchell Lichtenstein.

#### Film e televisione alternati

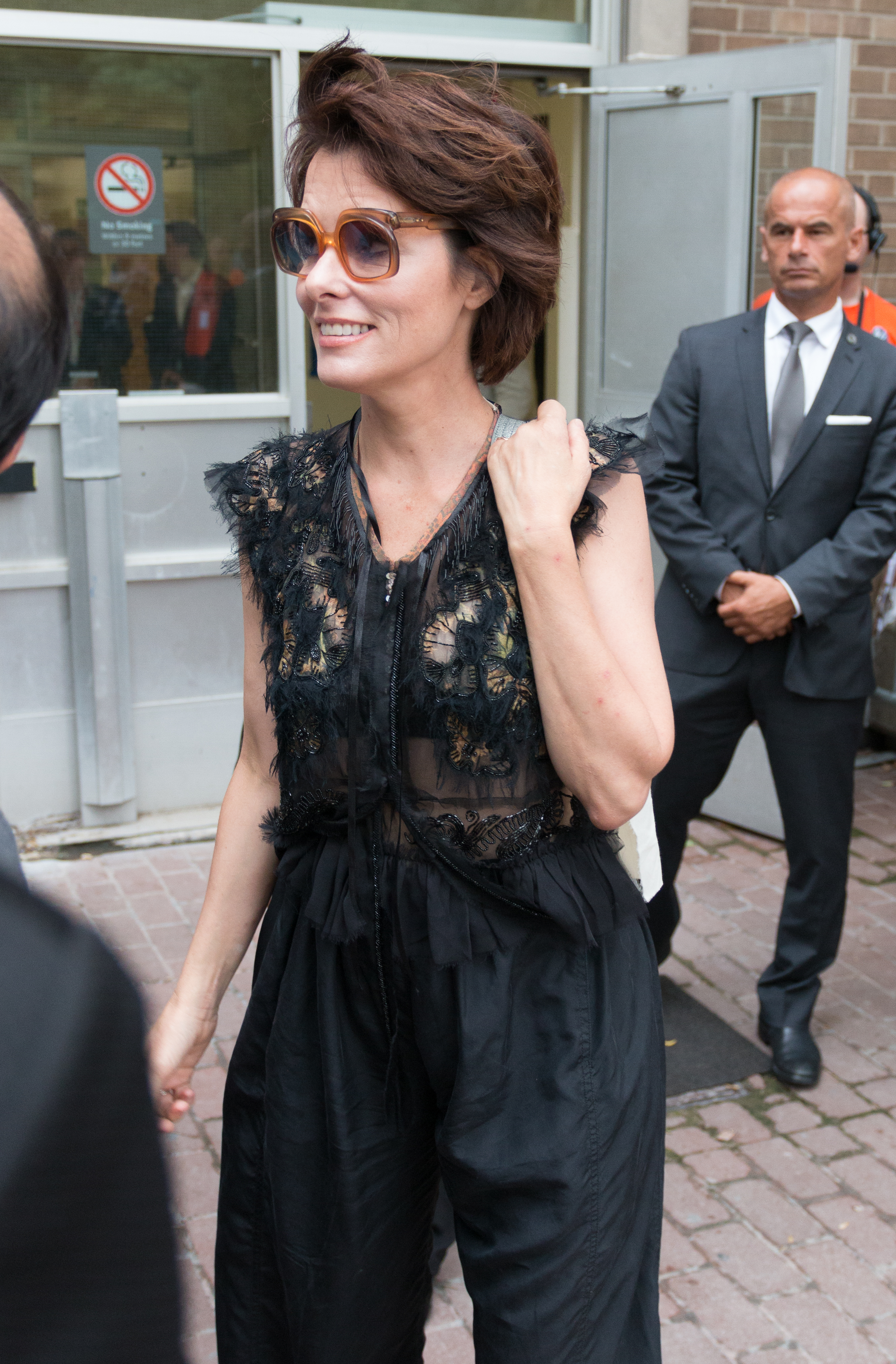
Alla première del film Mascots al Toronto International Film Festival 2016.

Nel 2011 entrò a far parte del cast della seconda stagione della serie televisiva The Big C e recitò anche in alcuni episodi dell'acclamato The Good Wife. Interpretò anche la rivale di Amy Poehler in un episodio di Parks and Recreation.
L'anno successivo, ha continuato le sue apparizioni come guest star, sui set di serie come Louie e New Girl, sostituendo l'attrice Leslie Mann indisponibile a causa di un conflitto di lavoro.
Nel 2014 ha assistito Nicole Kidman nel film biografico Grace di Monaco e ha interpretato uno dei ruoli principali nell'acclamato dramma Ned Rifle. L'anno successivo, si è unita al cast ricorrente della serie Granite Flats e ha supportato il duo di attori formato da Joaquin Phoenix ed Emma Stone per la commedia Irrational Man con la regia di Woody Allen, presentata al Festival di Cannes. Un anno dopo, ha rinnovato questa collaborazione con Allen unendosi al cast di Café Society insieme a Jesse Eisenberg, Kristen Stewart, Steve Carell e Blake Lively.
Nel 2018 si è unita al cast principale della serie televisiva Lost in Space, basata sul film con lo stesso titolo del 1998. Viene trasmesso a livello internazionale dal 13 aprile 2018 su Netflix. La sua interpretazione le è valsa una candidatura al premio Saturn.
Nel 2025 è nel cast della terza stagione di The White Lotus.
Ha pubblicato un primo libro parzialmente autobiografico, You're on an Airplane: A Self-Mythologizing Memoir.

## Filmografia

### Cinema
- Joey Breaker, regia di Steven Starr (1993)
- La vita è un sogno (Dazed and Confused), regia di Richard Linklater (1993)
- Teste di cono (Coneheads), regia di Steve Barron (1993)
- The Wake, regia di Tom Danahue (1993)
- Description of a Struggle, regia di Tony Pemberton (1993)
- Combinazione finale, regia di Nigel Dick (1994)
- Amateur, regia di Hal Hartley (1994)
- Il tuo amico nel mio letto (Sleep with Me), regia di Rory Kelly (1994)
- Agenzia salvagente (Mixed Nuts), regia di Nora Ephron (1994)
- Doom Generation, regia di Gregg Araki (1995)
- Party Girl, regia di Daisy von Scherler Mayer (1995)
- Drunks, regia di Peter Cohn (1995)
- Frisk, regia di Todd Verow (1995)
- Flirt (New York-Berlino-Tokyo) (Flirt), regia di Hal Hartley (1995)
- Scalciando e strillando (Kicking and Screaming), regia di Noah Baumbach (1995)
- L'amante in città (The Daytrippers), regia di Greg Mottola (1996)
- Basquiat, regia di Julian Schnabel (1996)
- Sognando Broadway (Waiting for Guffman), regia di Christopher Guest (1996)
- SubUrbia, regia di Richard Linklater (1996)
- La casa del sì (The House of Yes), regia di Mark Waters (1997)
- Clockwatchers - Impiegate a tempo determinato (Clockwatchers), regia di Jill Sprecher (1997)
- La follia di Henry (Henry Full), regia di Hal Hartley (1997)
- Dinner at Fred's, regia di Shawn Thompson (1997)
- What Rats Won't Do, regia di Alastair Reid (1998)
- Le disavventure di Margaret, regia di Brian Skeet (1998)
- C'è posta per te (You've Got Mail), regia di Nora Ephron (1998)
- The Venice Project, regia di Robert Dornhelm (1999)
- Scream 3, regia di Wes Craven (2000)
- Campioni di razza (Best in Show), regia di Christopher Guest (2000)
- Josie and the Pussycats, regia di Harry Elfont e Deborah Kapla (2001)
- Anniversary Party (The Anniversary Party), regia di Jennifer Jason Leigh e Alan Cumming (2001)
- Personal Velocity - Il momento giusto (Personal Velocity: Three Portraits), regia di Rebecca Miller (2002)
- La cosa più dolce... (The Sweetest Thing), regia di Roger Kumble (2002)
- The Event, regia di Thom Fitzgerald (2003)
- A Mighty Wind - Amici per la musica (A Mighty Wind), regia di Christopher Guest (2003)
- Laws of Attraction - Matrimonio in appello (Laws of Attraction), regia di Peter Howitt (2004)
- Blade: Trinity, regia di David S. Goyer (2004)
- Adam & Steve, regia di Craig Chester (2005)
- Prima o poi s...vengo! (The Oh in Ohio), regia di Billy Kent (2006)
- Superman Returns, regia di Bryan Singer (2006)
- For Your Consideration, regia di Christopher Guest (2006)
- Fay Grim, regia di Hal Hartley (2006)
- Broken English, regia di Zoe Cassavetes (2007)
- The Eye, regia di David Moreau e Xavier Palud (2008)
- Spring Breakdown, regia di Ryan Shiraki (2009)
- Happy Tears, regia di Mitchell Lichtenstein (2009)
- Amicizia a rischio (Inside Out), regia di Artie Mandelberg (2011)
- Price Check, regia di Michael Walker (2012)
- Highland Park, regia di Andrew Meieran (2013)
- And Now a Word from Our Sponsor, regia di Zack Bernbaum (2013)
- Hair Brained, regia di Billy Kent (2013)
- Grace di Monaco (Grace of Monaco), regia di Olivier Dahan (2014)
- Ned Rifle, regia di Hal Hartley (2014)
- Irrational Man, regia di Woody Allen (2015)
- Café Society, regia di Woody Allen (2016)
- The Architect, regia di Jonathan Parker (2016)
- Mascots, regia di Christopher Guest (2016)
- Colombo, regia di Kogonada (2017)
- The Brits Are Coming - La truffa è servita (The Con Is On), regia di James Oakley (2018)
- Beau ha paura (Beau Is Afraid), regia di Ari Aster (2023)
- Thelma, regia di Josh Margolin (2024)
- The Parenting, regia di Craig Johnson (2025)

### Cortometraggi
- Flirt, regia di Roberto Russo (1983)
- Iris, regia di Hal Hartley (1994)
- Opera No. 1, regia di Hal Hartley (1994)
- An Eviction Notice, regia di Jake Paltrow (1995)
- Gunshy, regia di Maura Naughton (1999)
- The Sisters of Mercy, regia di Hal Hartley (2004)

### Televisione
- First Love, Fatal Love, regia di Helen Whitney (1991)
- Così gira il mondo (As the World Turns) - serial TV (1991-1992)
- Tales of the City - miniserie TV, regia di Alastair Reid, 4 puntate (1993)
- Tracey Ullman Takes on New York, regia di Don Scardino (1993)
- More Tales of the City - miniserie TV diretta da Pierre Gang, 1 episodi (1998)
- Futurama - serie TV, 1 episodio (2000) - voce
- I Simpson (The Simpsons) - serie TV, 1 episodio (2000) - voce
- Further Tales of the City - miniserie TV, regia di Pierre Gang, 3 puntate (2001)
- Will & Grace - serie TV, episodi 4x05 4x12 (2001)
- La battaglia di Mary Kay (Hell on Heels: The Battle of Mary Kay), regia di Ed Gernon (2002)
- The Lab (Frankenstein), regia di Marcus Nispel – film TV (2004)
- Boston Legal - serie TV, 4 episodi (2006)
- The Return of Jezebel James - serie TV, 7 episodi (2007)
- Bored to Death - Investigatore per noia (Bored to Death) - serie TV, 1 episodio (2009)
- Parks and Recreation - serie TV, 1 episodio (2011)
- The Big C - serie TV, 3 episodi (2011)
- The Good Wife - serie TV, episodi 3x06 3x15 3x20 (2011-2012)
- Hemingway & Gellhorn, regia di Philip Kaufman (2012)
- Louie - serie TV, episodio 3x05 (2012)
- New Girl - serie TV, episodio 2x01 (2012)
- Inside Amy Schumer - serie TV, 1 episodio (2014)
- Drunk History - serie TV, 1 episodio (2015)
- Granite Flats - serie TV, 8 episodi (2015)
- Skylanders Academy - serie TV, 7 episodi (2016) - voce
- Search Party - serie TV, 3 episodi (2016)
- Robot Chicken - serie TV, 1 episodio (2018) - voce
- Lost in Space - serie TV, 28 episodi (2018-2021)
- High Fidelity - serie TV, episodio 1x05 (2020)
- The Staircase - Una morte sospetta (The Staircase), regia di Antonio Campos e Leigh Janiak – miniserie TV (2022)
- Tales of the Walking Dead - serie TV, episodio 1x02 (2022)
- Mr. & Mrs. Smith – serie TV, episodi 1x04, 1x08 (2024)
- The White Lotus – serie TV, 8 episodi (2025)

## Doppiatrici italiane
Nelle versioni in italiano delle opere in cui ha recitato, Parker Posey è stata doppiata da:
- Eleonora De Angelis in Scalciando e strillando, SubUrbia, C'è posta per te, Blade: Trinity, The Staircase - Una morte sospetta, The White Lotus
- Francesca Fiorentini in Laws of Attraction - Matrimonio in appello, Irrational Man, Café Society, Tales of the Walking Dead, Mr. & Mrs. Smith
- Sabrina Duranti in Josie and the Pussycats, Happy Tears, Beau ha paura
- Laura Boccanera in La follia di Henry, Campioni di razza, New Girl
- Roberta Pellini in Le disavventure di Margaret, Will & Grace
- Serena Verdirosi in Basquiat
- Rossella Acerbo in Sognando Broadway
- Claudia Catani in Scream 3
- Franca D'Amato in Anniversary Party
- Giovanna Martinuzzi in La cosa più dolce...
- Emilia Costa in La battaglia di Mary Kay
- Monica Ward in A Mighty Wind - Amici per la musica
- Sonia Mazza in The Lab
- Chiara Colizzi in Boston Legal
- Emanuela Baroni in Prima o poi s...vengo!
- Maria Laura Baccarini in Superman Returns
- Lorella De Luca in The Eye
- Chiara Salerno in The Good Wife
- Claudia Razzi in Hemingway & Gellhorn
- Anna Cugini in Grace di Monaco
- Cinzia De Carolis in Lost in Space
- Elena Perino in Mascots
- Selvaggia Quattrini in The Brits Are Coming - La truffa è servita
- Gabriella Borri in Thelma

Da doppiatrice è stata sostituita da:
- Micaela Esdra in Futurama
- Micaela Incitti in Skylanders Academy